# Кучердя
Кучердя (рум. Cucerdea) — село у повіті Муреш в Румунії. Адміністративний центр комуни Кучердя.
Село розташоване на відстані 261 км на північний захід від Бухареста, 27 км на південний захід від Тиргу-Муреша, 65 км на південний схід від Клуж-Напоки, 132 км на північний захід від Брашова.

## Населення
За даними перепису населення 2002 року у селі проживали 872 особи, з них 871 особа (99,9%) румунів. Рідною мовою 870 осіб (99,8%) назвали румунську.